# 콜린 트러보로
콜린 트러보로(영어: Colin Trevorrow, 1976년 9월 13일 ~ )는 미국의 영화 감독, 영화 제작자, 영화 각본가이다. 2012년 영화 《안전은 보장할 수 없음》과 2015년 영화 《쥬라기 월드》의 감독으로 알려져 있다.

## 필모그래피

### 영화
| 연도 | 제목                      | 감독 | 제작 | 각본 | 비고 |
| ---- | ------------------------- | ---- | ---- | ---- | ---- |
| 2002 | 《Home Base》             | 예   | 예   | 예   | 단편 |
| 2003 | 《Making Revolution》     |      |      | 예   |      |
| 2012 | 《안전은 보장할 수 없음》 | 예   | 예   |      |      |
| 2015 | 《쥬라기 월드》           | 예   |      | 예   |      |
| 2021 | 《쥬라기 월드: 도미니언》 | 예   | 예   | 예   |      |